# Ulica IX. korpusa, Piran
Ulica IX. korpusa je ena od 11 ulic, ki se povezujejo na Tartinijev trg v Piranu. Poimenovana je po 9. korpusu Narodnosvobodilne vojske Jugoslavije.
Ob ulici stojita cerkev Marije Tolažnice na stečišču z Istrsko ulico in palača Benečanka na vogalu s Tartinijevim trgom.